# Kościół św. Wawrzyńca w Kościelnej Wsi (diecezja włocławska)
Kościół świętego Wawrzyńca w Kościelnej Wsi (diecezja włocławska) – rzymskokatolicki kościół parafialny należący do parafii pod tym samym wezwaniem (dekanat bądkowski diecezji włocławskiej).
Świątynia znajduje się w centrum wsi i jest jednym z najstarszych romańskich zabytków na Kujawach. Po raz pierwszy wieś została wspomniana pisemnie w 1297 roku, natomiast świątynia już wtedy stała od bardzo długiego czasu. Ciekawa bryła kościoła nosi ślady kilkakrotnych ingerencji w jego formę – zawsze coś do niego było dobudowywane. W związku z tym elementami świątyni są: romańska nawa główna wybudowana z kamienia na planie kwadratu, ceglane prezbiterium i zakrystia z XV wieku (usytuowane na kamiennym cokole) oraz neogotycka kruchta z XIX wieku. Z kolei w XVIII wieku powstały: barokowy szczyt i oszkarpowanie. 
W zewnętrznym murze kościoła można zobaczyć liczne okrągłe dołki ogniowe.
We wnętrzu świątyni znajduje się wyjątkowe wyposażenie – największa zachowana na Kujawach polichromia w stylu gotyckim. wykonana na początku XV wieku. Malowidła przedstawiające Chrystusa Boleściwego, Matkę Bożą i św. Jana Ewangelistę usytuowane są w trzech ostrołukowych blendach  na łuku tęczowym.